# Dahu (Cikeusal)
Dahu is een bestuurslaag in het regentschap Serang van de provincie Banten, Indonesië. Dahu telt 5539 inwoners (volkstelling 2010).